# .25 ACP
.25 ACP (Automatic Colt Pistol) (6,35×16mmSR) є напівфланцевим, центрального запалення пістолетним набоєм з прямою гільзою розробленим Джоном Браунінгом у 1905 для свого пістолета Fabrique Nationale M1905. В останні роки, більшість пістолетів доступних під калібр .25 ACP також доступні у більш ефективних калібрах.

## Конструкція
Набій розробив Джон Браунінг для перших пістолетів з вільним затвором.  Набій було розроблено на основі набою .22 Long Rifle, для стрільби зі ствола довжиною 508 мм. Калібр .25 мав найменшу гільзу яку міг використовувати Браунінг з капсулем та достатнім фланцем. Змащена жиром, зі свинцевою оболонкою куля, стандартна для тогочасних гвинтівок під калібр .22 long rifle, була замінена тупоносою кулею у мідній оболонці для зручної подачі у автоматичних пістолетах. Вага кулі була 50 гранів, відповідно  40 гранів кулі калібру .22 caliber. Напівфланцева конструкція гільзи мала фланець який був трішки більший від діаметра гільзи. Поглиблений паз екстрактора дозволяє екстрактору, надійно захопити набій. Цей набій є найменшим пістолетним набоєм центрального запалення і зазвичай використовується у кишенькових пістолетах. Набій калібру .25 ACP набув поширення після появи кишенькового пістолета Браунінга Fabrique 1905 (іноді його відносять до 1906 року) який у США отримав назву Colt Model 1908 Vest Pocket.
Хоча набій .25 ACP був розроблений для самозарядних пістолетів, існують різні варіанти револьверів під набій .25 ACP які з'явилися на початку 20—го століття у Бельгії, Франції та Німеччині, створені зброярами на кшталт Адольфа Франка та Декера. Наприкінці 20—го століття, Bowen Classic Arms переробили револьвер Smith & Wesson під набій .25 ACP.
Під час Другої світової війни у Італії було створено автоматичний пістолет Lercker під набій .25 ACP, але їх було випущено дуже мало.

## Продуктивність

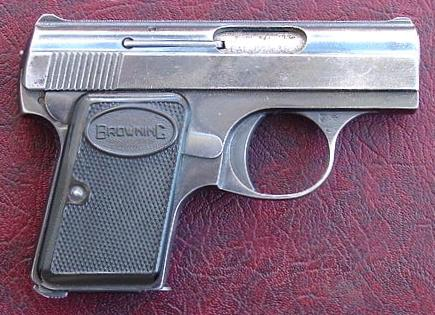
Дамський Браунінг

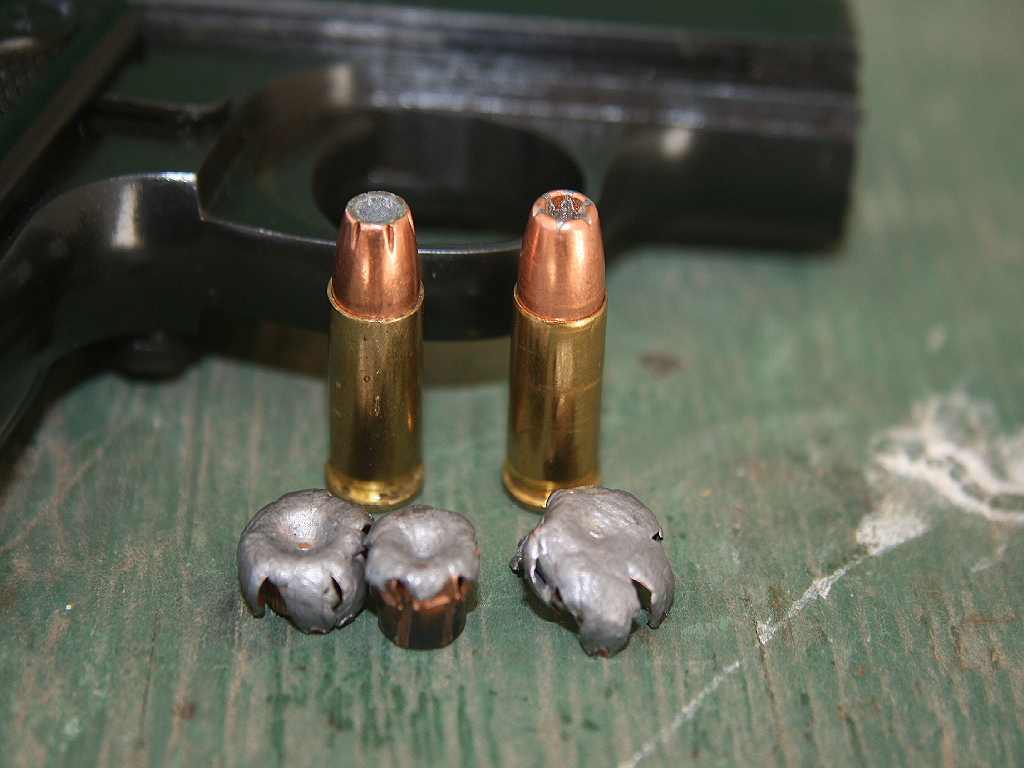
Сучасні набої з експансивною кулею калібру 6.35 / .25

Набій .25 ACP можна використовувати у дуже компактній легкій зброї, але ефективна дальність кулі дуже мала і вона має невисоку зупиняючу дію. Набій .22 LR має більшу потужність через те, що ним стріляють з довгоствольної зброї, тому набій .25 ACP розглядають в основному для зброї самозахисту через гільзу з центральним запаленням, що більше підходить для ручної зброї на відміну від набою кільцевого запалення.
Виробники постачають на цивільний ринок набої з експансивними кулями для кращої убивчої сили ніж стандартна куля з суцільнометалевою оболонкою вагою 50-гранів (3,2 г).   Зброя під набій калібру .25 ACP використовують як у недорогих, наприклад Raven MP-25 та Jennings J-25, до дуже якісних і дорогих пістолетів, Baby Browning, Walther TPH та Beretta 950 Jetfire. Також ці набої використовують у цільових пістолетах.

## Синоніми
- .25 Auto (вимовляється як "двадцять п'ять авто")
- .25 Automatic
- 6.35 мм
- 6.35 мм Browning
- 6.35×16mmSR (SR—semi-rimmed (напвіфланцевий))